# Pimcore
 Pimcore  је отворена PHP софтверска платформа за управљање информацијама о производима (PIM), управљање мастер подацима (MDM), управљање подацима о корисницима (CDP), управљање дигиталним ресурсима (DAM), управљање садржајем (CMS) и електронско пословање.

## Технологија
Pimcore се користи у веб прегледачу и базиран је на PHP програмском језику, као и MySQL/MariaDB систему за управљање базама података. Састоји се од модуларне софтверске архитектуре која користи водеће развојне оквире, као што су Symfony пројекат и систем управљања пакетима Composer на основу "најбољих пракси". Архитектура користи конвенције објектно-оријентисаног развоја софтвера, узимајући у обзир MVC (Model View Controller) образац дизајна.
Pimcore следи спецификације и дефиниције PHP Framework Interop Group (PSR 1, 2, 3, 4 и 7). Компанија је члан овог тела за стандардизацију PHP-а од августа 2016. године.
Од свог почетног издања 2010. године, Pimcore следи потпуно API-оријентисани приступ. Све функционалности могу се приступити помоћу PHP и REST API-ја. Ово омогућава једноставну повезаност са било којим постојећим системима трећих страна, као што су SAP, Navision, Salesforce или Oracle. Основа Pimcore-a је проширива кроз компоненте и додатке трећих страна.
Pimcore има интерфејс за управљање системом и подацима. Кориснички интерфејс базиран је на развојном оквиру Sencha Ext-JS-6.

## Функционалности
Портфолио Pimcore-а састоји се од софтверских решења отвореног кода за управљање мастер подацима у више домена и решења за дигиталну комерцију и управљање садржајем преко различитих канала. Поред бесплатне заједничке верзије, софтверско решење је такође доступно и као enterprise верзија. Платформа укључује функционалности за управљање информацијама о производима (PIM), управљање садржајем на вебу (CMS), управљање дигиталним ресурсима (DAM) и е-комерц и доступна је под отвореном лиценцом GPLv3 и пропријетарном PEL (Pimcore Enterprise License).

### Мастер подаци управљање (MDM) / Управљање информацијама о производима (PIM)
MDM/PIM функционалности Pimcore-а баве се циклусом живота мастер и подацима о производима компаније. Фокус је на консолидацији података, стварању централног репозиторијума података и темама управљањја квалитетом података. У овом контексту, Pimcore омогућава конфигурацију модела података било какве сложености и консолидацију података за компаније из различитих индустрија и с различитим бизнис моделима. Pimcore укључује више од 40 компоненти података и компатибилан је са класификационим системима као што су eCl@ss и GS1. Садржаји, структуре, верзије, описи, преводи могу се управљати централно.

#### Управљање садржајем на вебу (CMS)
CMS функционалности базиране су на медијски неутралном управљању подацима и подршци принципу једног извора и вишеканалног објављивања. Pimcore може се користити за креирање и управљање вишемедијским и вишеканалским садржајем који се може користити на дигиталним уређајима (рачунар, мобилни телефон, таблет) као и ван мреже на продажним местима и у штампаним медијима.

#### Управљање дигиталним ресурсима (DAM)
DAM функционалности укључују централизовано управљање, класификацију и конверзију дигиталних медија у било каквом формату и величини. Циљ је поједноставити управљање медијима и испоручити правилне медије у одговарајућим форматима релевантним излазним каналима.

#### Е-комерц-оквир
Е-комерц-оквир је компонентни развојни оквир за брзо развијање флексибилних B2B и B2C е-комерц апликација.

#### Оквир података о корисницима
Оквир података о корисницима је компонентни развојни оквир за брзо развијање апликација за управљање подацима о корисницима, сегментацију подацима о корисницима, персонализацију и аутоматизацију маркетинга.

### Pimcore платформа
Пимcore платформа комбинује PIM, CMS, DAM и е-комерц у једну отворену платформу, позиционирајући се као системско решење за консолидацију ИТ пејзажа. У том смислу, Pimcore је шампион интегрисаних системских решења, уместо приступа "најбољих пракси".

## Историја
Pimcore је првобитно развила дигитална агенција elements.at New Media Solutions GmbH. Прва јавна бета верзија је објављена 21. јануара 2010. године. У 2013. години, компанија Pimcore GmbH је основана.
У 2015. години, Pimcore је покренуо глобални програм за партнерство за системске интеграторе и дигиталне агенције. Има партнере у Европи, Северној Америци и Југоисточној Азији.
Pimcore прати упутства и дефиниције PHP Framework Interop Group (PSR 1, 2, 3, 4 и 7). Компанија је члан овог тела за стандардизацију PHP-а од августа 2016. године.
У 2018. години, Pimcore је добио 3,5 милиона долара у Серији A финансирања од стране немачког Auctus Capital.

У 2022. години, Pimcore је закључио уговор о Серији B вредан 12 милиона долара, предводећи га Nordwind Growth, да глобално прошири Enterprise отворени софтвер за управљање подацима и искуством.

## Технологија
Pimcore је веб-базирана апликација и користи PHP програмски језик и MySQL/MariaDB систем за управљање релационим базама података. Основна апликација је проширива кроз прикључке и коришћењем API-ја. Pimcore укључује административни интерфејс на задњој страни за конфигурацију система и управљање подацима. Користи следеће компоненте:
- Symfony, веб-апликациони оквир
- PHPUnit, оквир за тестирање јединица
- Twig, механизам за шаблоне
- Swift Mailer, библиотека за е-пошту
- Composer, менаџер пакета
- Ext JS, оквир за једностраничне [JavaScript] апликације

## Употреба
Northgate Markets, развили су систем за наручивање од краја до краја и редизајнирали своју веб локацију помоћу Pimcore.
Alshaya, оператор међународних франшиза са седиштем у Кувајту, имплементирали су PIM и DAM за управљање подацима за 1,8 милиона производа.
Open Icecat додала је прикључак отвореног кода за отпремање базе података отворених садржаја на Pimcore инстанцу.